# Анна Савойска
Вижте пояснителната страница за други личности с името Йоанна Савойска.
Анна Савойска или Анна Палеологина (на гръцки: Άννα της Σαβοϊας, Άννα Παλαιολογινα), родена Джована Савойска (на италиански: Giovanna di Savoia; * ок. 1306, † 1365/1366, Солун), е савойска принцеса и византийска императрица, втора съпруга на император Андроник III Палеолог, светица.

## Произход
Анна е родена като Джована Савойска, принцеса от Дом Савоя, католичка, която след брака става православна и сменя името си на Анна. Според френския историк Самюел Гишенон тя е най-малката дъщеря на Амадей V (* 1252 или 1253 , † 1323), граф на Савоя, на Аоста и на Мориен, и на втората му съпруга Мария Брабантска (* ок. 1278, † 1338). Нейни дядо и баба по майчина линия са херцогът на Лотарингия и Брабант и на Лимбург Ян I Брабантски и Маргарета Дампиер, а по бащина – Томас II, граф на Савоя, Аоста и Мориен, граф на Фландрия и на Ено, и Беатриче Фиески, племенница на папа Инокентий IV. Има три сестри:
- Мария (* 1298, † 1334), баронеса на Фосини като съпруга на Хуго дьо ла Тур дю Пен
- Катерина (* 1297/1304, † 1336), херцогиня на Австрия (1310 – 1326) и на Щирия като съпруга на херцог Леополд I Хабсбург
- Беатрис (* 1310, † 1331), графиня на Тирол, маркграфиня на Крайна, херцогиня на Каринтия като съпруга на Индржих Корутански.

Има и трима полубратя и пет полусестри от първия брак на баща си, сред които Бона, съпруга на Жан I, дофин на Виен и граф на Албон, Гренобъл и др., както и съпруга на Хуго I Бургундски, господар на Монбрисон, Еленора, графиня на Оксер и на Тонер като съпруга на Гийом I дьо Шалон-Оксер, господарка на Сент Ермин като съпруга на Дрьо IV дьо Мело, графиня на Форез като съпруга на Жан I, Едуард Либералният, граф на Савоя, граф на Аоста и на Мориен (1323 – 1329), съпруг на Бланш Бургундска, Агнес, графиня на Женева като съпруга на Вилхелм III, Аймон Миролюбиви, граф на Савоя, граф на Аоста и на Мориен (1329 – 1343), съпруг на Йоланда Палеологина, и Маргарита, маркграфиня на Монферат като съпруга на Джовани I.

## Биография

### Годеж и брак с императора на Византия
След като баща ѝ умира през 1323 г. и майка ѝ се завръща навярно в Брабант, Йоанна остава при нейния полубрат Едуард, граф на Савоя. През август 1324 г. императорът на Византия Андроник III Палеолог овдовява от Аделхайд фон Брауншвайг (Ирина), от която има син, който според Йоан VI Кантакузин е починал като бебе. Така чрез чичото на Йоанна – маркграфът на Монферат Теодор Палеолог започват да се водят преговори за даването ѝ за жена на императора, за да се осигури приемствеността на династията на Палеолозите. Тези, които виждат като опасни врагове османските принцове и Анжуйците на Неапол, също търсят връзки с принцовете на Запада.
През юли 1325 г. императорски посланици напускат Константинопол, за да сключат брака. Брачният договор е подписан в Шамбери на 22 септември и през октомври Йоанна отплава от Савона. Според Йоан VI Кантакузин бракът между нея и Андроник III е сключен в Константинопол през октомври 1326 г.
Папа Йоан XXII не гледа благосклонно на съюза и се опасява, че булката ще бъде тласната към Православната църква. Всъщност Йоанна приема православието и името Анна, но това не променя чувството ѝ на преданост към Католическата църква и привързаността ѝ към нейното семейство и родина. Съпругът ѝ, демонстрирайки ѝ голямо уважение, позволява в нейния двор да останат савойски дами и кавалери. Освен това той се надява, че брат ѝ Едуард и след него другият ѝ брат, граф Аймон, биха могли да действат с папата и основните западни суверени за организиране на кръстоносен поход в Мала Азия срещу османските турци.
Но през 1327 г. между Андроник III и неговия дядо Андроник II избухва конфликт, който застрашава империята. Следвайки съпруга си, императрица Анна отива в Димотика в Тракия и едва след победата се завръща в столицата: през 1328 г. Андроник III влиза в Константинопол, детронира дядо си и заема императорския престол. Нейният престиж се повишава, защото през 1332 г. тя ражда, след дъщерята, родена през 1330 г., син Йоан, последван през 1337 г. от още един син – Михаил.

### Регентка на Йоан V
Съпругът на Анна Андроник III умира на 15 юни 1341 г. Той е наследен от малолетният им син Йоан V Палеолог. Анна застава начело на регентския съвет и управлява от името на сина си. Като регентка тя изпитва недоверие към съветника на покойния ѝ съпруг и член на регентския съвет Йоан Кантакузин, на когото Андроник III се е доверявал изцяло. Скоро между двамата избухва конфликт, който прераства в гражданска война.

#### Гражданска война
По време на похода на Йоан Кантакузин срещу бъдещия цар Стефан Душан, който нахлува с войски във владенията на дядо си цар Смилец) в Северна Тракия, Анна се възползва от временното отсъствие на Йоан Кантакузин от Константинопол и обявява последния за изменник и враг на империята. В случая тя се ползва и с подкрепата на видния царедворец и военачалник Алексий Апокавк и на константинополския патриарх Йоан XIV. Анна предлага мястото на Йоан Кантакузин в регентския съвет на Апокавк. Голяма част от войската обаче се намира под контрола на Йоан, който на 20 октомври 1341 г. се провъзгласява за император в Димотика – ход, последван от желаната от Апокавк коронация на Йоан V Палеолог в „Света София“ на 19 ноември същата година. Този конфликт поставя началото на нова гражданска война в империята, което води до по-нататъшно отслабване и обедняване на икономическите и военни ресурси на империята в полза на османските турци, които стават все по-заплашителни.
Борбата между Йоан Кантакузин и централната власт в Константинопол продължава до 1347 г. През това време в нея се намесват и съседните балкански владетели. Търновският цар Иван Александър взема страната на Анна и Апокавк, докато неговият шурей Стефан Душан в началото подкрепя Йоан Кантакузин. И двамата съседи на Византия всъщност използват войната, за да постигнат собствени политически цели и да разширят териториите си за сметка на империята. Йоан Кантакузин привлича на своя страна и османския емир Орхан I.
Анна се опитва да спечели подкрепа срещу узурпатора Кантакузин и от Западна Европа. През лятото на 1346 г. тя изпраща посолство до папа Климент VI в Авиньон. През август 1443 г. императрицата залага византийските имперски инсигнии на Венецианската република срещу 30 хил. златни дуката като част от споразумение за получаване на финансова подкрепа за продължаващата война срещу Йоан Кантакузин. Въпреки това Анна и Апокавк не успяват да спечелят войната.
На 8 февруари 1347 г. двете воюващи страни постигат споразумение, според което Йоан Кантакузин е обявен за настойник и съимператор на Йоан V Палеолог. Споразумението е скрепено с брак между дъщерята на Йоан Кантакузин, Елена Кантакузина, и Йоан V Палеолог. Йоан Кантакузин влиза в Константинопол и успешно установява контрол над града.

### Последни години
През 1351 г. Анна напуска Константинопол и се установява в Солун. Там тя организира собствен двор и дори издава декрети от свое име, сече и монети със своя образ. Така тя е третата императрица, която официално резидира в Солун, след Мария Арменска и Ирина Монфератска.
Последният акт на императрицата е голямото дарение, направено от нея на манастира „Свети Безсребреници“. Дарението говори, че Анна вероятно е в лошо здравословно състояние. Малко по-късно тя се замонашва и умира като сестра Анастасия около 1365 г. на около 59-годишна възраст. Обявена е за светица и се празнува на 6 август.

## Брак и потомство
∞ 22 септември 1325 (договор) в Шамбери, октомври 1326 в Константинопол за Андроник III (* 25 март 1297, Константинопол, Византия † 15 юни 1341 пак там), император на Византия, син на Михаил IX Палеолог и Мария (Рита) Арменска, от когото има двама или трима сина и две дъщери:
- Ирина Палеологина, преименувана на Мария (* 1327; † сл. 1356 вероятно в Константинопол), византийска принцеса и чрез брак българска царица; ∞ 1336 в Адрианопол за Михаил IV Асен (* 1321/22, † 1355), първороден син на цар Иван Александър и Теодора Басараб, от когото няма деца.
- Йоан V Палеолог (* 18 юни 1332 в Димотика; † 15/16 февруари 1391 Константинопол), византийски император (1341 – 1376 и 1379 – 1391), ∞ 28/29 май 1347 за Елена Кантакузина (* 1333; † 10 декември 1396), от която има пет сина и минимум пет дъщери. Има и една извънбрачна дъщеря.
- Михаил или Мануил Палеолог (* 1337, Константинопол; † пр. 1370), деспот
- Мария Палеологина (* ок. 1339 † ок. 1401), чрез брак владетелка на Лесбос; ∞ ок. 1355 за Франческо I Гатилузио, владетел на Лесбос, от когото има трима сина.
- Теодор Палеолог (* ок. 1340, † сл. 10 август 1405), губернатор на Лемнос.

### Първични източници
- (LA) Monumenta Germaniae Historica, Scriptores, tomus V (архив), tomus IX (архив), tomus XXV (архив)

### Историографска литература
- ((fr)) Histoire généalogique de la royale maison de Savoie, justifiée par titres, ..par Guichenon, Samuel
- ((it)) Beatrice Fieschi, в: Museo scientifico, letterario ed artistico, ovvero, Scelta raccolta di utili ..., edited by Luigi Cicconi, Pier Angelo Fiorentino, с. 53 – 54
- Archivio di Stato di Torino, Testamenti di sovrani e principi di Savoia
- ((it)) Cognasso, Francesco (1929). ANNA di Savoia, imperatrice di Bisanzio. – Enciclopedia Italiana. Istituto dell'Enciclopedia Italiana, https://www.treccani.it/enciclopedia/anna-di-savoia-imperatrice-di-bisanzio_(Enciclopedia-Italiana), посетен на 21 август 2022 г.
- ((it)) Cognasso, Francesco (1961). ANNA di Savoia, imperatrice di Bisanzio. – Dizionario biografico degli italiani, vol. 3, https://www.treccani.it/enciclopedia/anna-di-savoia-imperatrice-di-bisanzio_(Dizionario-Biografico), посетен на 21 август 2022 г.
- ((it)) Cognasso, Francesco. Sant' Anna Paleologina (Giovanna di Savoia). Imperatrice bizantina. – Santi, beati e testimoni, santiebeati.it., http://www.santiebeati.it/dettaglio/72615, посетен на 21 август 2022 г.
- ((it)) Anna di Savoia imperatrice d'Oriente. – Enciclopedie on line. Istituto dell'Enciclopedia Italiana, https://www.treccani.it/enciclopedia/anna-di-savoia-imperatrice-d-oriente, посетен на 21 август 2022 г
- ((it)) Hart, T.A. (1999). Speculazione teologica e siritualità bizantina. – (L'impero bizantino) della Storia del mondo medievale, cap. XII, vol. III,  pp. 450–472
- ((it)) Ostrogorsky, Georg (1999). I Paleologhi. – (L'impero bizantino) della Storia del mondo medievale, cap. XV, vol. III,  pp. 559–618
- ((it)) Ostrogorsky, Georg (1968). Storia dell'Impero bizantino. Milano: Einaudi
- ((it)) Ostrogorsky, Geerg, "I Paleologhi", гл. XV, т. III (L'impero bizantino) от Storia del mondo medievale, 1999; с. 559 – 618
- ((it)) Norwich, John Julius (2000). Bisanzio. Milano: Mondadorii
- ((it))  Ducas, Historia turco-bizantina 1341-1462, a cura di Michele Puglia. Rimini: il Cerchio, 2008
- ((en)) Nicol, Donald M.; Bendall, Simon (1977). Anna of Savoy in Thessalonica: the numismatic evidence. – Revue numismatique, Tome 19(6e série),  87 – 102, doi:10.3406/numi.1977.1764, https://www.persee.fr/doc/numi_0484-8942_1977_num_6_19_1764
- ((en)) Barker, John W. (1969). Manuel II Palaeologus (1391-1425): A Study in Late Byzantine Statesmanship.. Rutgers University Press
- ((en)) Bartusis, Mark C. (1992). The Late Byzantine Army: Arms and Society, 1204-1453.. University of Pennsylvania Press
- ((en)) Cox, Eugene L. (1967). The Green Count of Savoy.. Princeton University Press
- ((en)) Herrin, Judith (2009). Byzantium: The Surprising Life of a Medieval Empire.. Princeton University Press
- ((en)) Nicol, Donald M. (1996). The Byzantine Lady: Ten Portraits, 1250-1500.. Cambridge University Press
- ((en)) Nicol, Donald M. (1993). The Last Centuries of Byzantium, 1261-1453. (2nd ed.). Cambridge University Press

### Други
- ((en)) JEANNE de Savoie. COMTES de SAVOIE et de MAURIENNE 1060-1417. – Mediaeval Lands. fmg.ac, Foundation for Medieval Genealogy, https://fmg.ac/Projects/MedLands/SAVOY.htm#JeanneAnnadied1359, посетен на 21 август 2022 г.
- ((rn)) ANDRONIKOS Palaiologos. EMPERORS 1259-1453 (PALAIOLOGOS). – Medieval Lands. fmg.ac, Foundation for Medieval Genealogy, https://fmg.ac/Projects/MedLands/BYZANTIUM%2012611453.htm#AndronikosIIIdied1341B, посетен на 21 август 2022 г.
- ((en)) Giovanna. Savoy 2. – genealogy.euweb.cz, Genealogy, http://genealogy.euweb.cz/savoy/savoy2.html#CA5, посетен на 21 август 2022 г.
- ((en)) Joanna=Anna of Savoy (ANDRONIKOS III Palaiologos). Byzant 8. – genealogy.euweb.cz, Genealogy, http://genealogy.euweb.cz/byzant/byzant8.html#A3, посетен на 21 август 2022 г.
- ((en)) Beatrice Fieschi (Tommaso II)]. Savoy 2. – genealogy.euweb.cz, Genealogy, http://genealogy.euweb.cz/savoy/savoy2.html, посетен на 21 август 2022 г.